# 陳屋
陳屋（1896年—1947年3月9日），台灣台北市大龍峒大同區人，社會運動家，台北市議會參議員，於二二八事件遇害。
外公陳永寬在大稻埕經營木雕生意，曾參與大龍峒孔子廟的雕刻工程，育有獨生女陳幼。陳幼後來招贅楊傳為丈夫，所生長男冠母姓，即為陳屋。

## 簡介
陳屋台灣日治時期長期投入抗日運動，其參與的組織「台北店員會」為台灣民眾黨外圍組織台灣工友總聯盟的成員之一；1945年第二次世界大戰後，國民政府接收台灣，陳屋在1946年以大同區最高票當選台北市參議會的參議員。
1947年二二八事件爆發，陳屋參與二二八事件處理委員會，結果被以「暴亂首謀」為名於3月9日與黃朝生、徐春卿等人被捕，當天即遇害。同年6月，高等法院才發布通緝令「捉拿」陳屋，不過當時陳屋已死。